# Choeropsis liberiensis
El hipopótamo pigmeo (Choeropsis liberiensis) es un mamífero artiodáctilo originario de los bosques y marismas de África Occidental. 
Su nombre específico significa «de Liberia», ya que es en este país donde vive la inmensa mayoría de ejemplares de la especie. Es un animal solitario y nocturno y, junto con el hipopótamo común –que es mucho más grande–, es una de las dos únicas especies vivientes de la familia de los hipopotámidos.
Presenta numerosas adaptaciones al medio terrestre, pero al igual que el hipopótamo común, es semiacuático y vive en zonas próximas al agua con el fin de mantener su piel húmeda y refrigerarse de las altas temperaturas. Actividades tales como el apareamiento y parto se pueden realizar tanto en el agua como en tierra firme. Es herbívoro; se alimenta de helechos, otras plantas y frutos que encuentran en los bosques.
Es una criatura nocturna del bosque, razón por la cual es un animal difícil de estudiar en estado salvaje. Los hipopótamos pigmeos eran desconocidos fuera del occidente africano hasta el siglo XIX. Fueron introducidos en zoológicos a comienzos del siglo XX, donde se reproducen con éxito y donde se lleva a cabo gran parte de la investigación sobre estos animales. La supervivencia de los ejemplares en cautividad está más asegurada que en estado salvaje: la Unión Internacional para la Conservación de la Naturaleza estima que hay menos de 3000 hipopótamos pigmeos en libertad. Se encuentran amenazados principalmente por la destrucción de su hábitat, ya que los bosques son eliminados y sustituidos por granjas y cultivos, por la caza —incluyendo la furtiva—, los depredadores naturales y las guerras.

## Descripción
Los hipopótamos pigmeos tienen la misma forma general que los hipopótamos. Tienen un esqueleto que soporta el peso de un fornido cuerpo, con cuatro patas cortas y cuatro dedos en cada pie. Sin embargo, el hipopótamo pigmeo sólo mide la mitad de la altura del hipopótamo común y pesa menos de un cuarto de lo que pesa su pariente mayor. Miden unos 75-83 centímetros de alto hasta la cruz, tienen una longitud de 150-177 centímetros y pesan unos 180-275 kilogramos. Su longevidad en cautividad va de 30 a 55 años, aunque es improbable que vivan tanto tiempo en libertad.

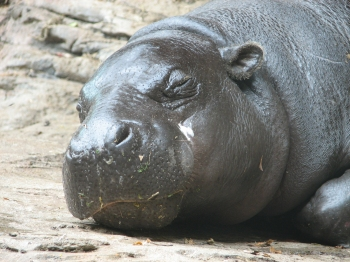
Un hipopótamo pigmeo reposando en el Zoo de Louisville. El cráneo del hipopótamo pigmeo tiene las órbitas y las narinas menos marcadas que las de un hipopótamo común.

Su piel, de un color negro verdoso o marrón, cambia a un gris cremoso en la parte inferior del cuerpo; es muy similar a la del hipopótamo común, con una epidermis delgada por encima de una dermis de varios centímetros de grosor. Los hipopótamos pigmeos tienen el mismo sudor inusual que los comunes, que los tiñe de una tonalidad rosada —en ocasiones descrita como «sudor de sangre»—, aunque la secreción no es ni sudor ni sangre. Se cree que esta sustancia altamente alcalina tiene propiedades antisépticas y de protección solar. La piel de los hipopótamos se seca rápidamente y se agrieta, motivo por el cual ambas especies de hipopótamo pasan tanto tiempo en el agua.
El esqueleto del pigmeo es más grácil que el del común, lo que significa que, en proporción, sus huesos son más delgados. La columna vertebral del común es paralela al suelo; mientras que la del pigmeo se inclina hacia adelante. Probablemente se trata de una adaptación para pasar más fácilmente por la densa vegetación de los bosques. En proporción, las patas y el cuello del pigmeo son más largos y la cabeza más pequeña. Las órbitas y las narinas del pigmeo son mucho menos pronunciadas, una adaptación al hecho de pasar menos tiempo en aguas profundas —donde unas órbitas y narinas pronunciadas ayudan al hipopótamo común a ver y respirar casi sin salir del agua—. Los pies de los hipopótamos pigmeos son menos anchos; pero los dedos están más extendidos y son menos palmeados, lo que les ayuda a moverse por el suelo del bosque. A pesar de las adaptaciones a una vida más terrestre que la del hipopótamo común, los pigmeos continúan siendo más acuáticos que cualquier otro artiodáctilo: sus orejas y narinas poseen unas válvulas musculares fuertes para ayudarles a sumergirse, y la fisiología de la piel depende de la disponibilidad de agua.

## Comportamiento
El comportamiento del hipopótamo pigmeo difiere del hipopótamo común en muchos aspectos, guardando mayor relación con el del tapir, aunque ello sea efecto de la convergencia evolutiva. Mientras que el hipopótamo común es gregario, los pigmeos viven bien solos o bien en grupos pequeños, formados típicamente por una pareja sexual o una madre y su cría, y cuando se encuentran tienden a ignorarse más que a combatir. Estudios de campo han estimado que los territorios de los machos abarcan unos 2 km², mientras que los de las hembras sólo 0,5 km².
Pasan gran parte del día escondidos en los ríos, reposando en el mismo lugar durante días seguidos antes de moverse a un nuevo lugar. Algunos utilizan guaridas o madrigueras que se forman en las orillas de los ríos y que no se sabe si ellos mismos contribuyen a excavar ni cuán extendido está su uso. Aunque nunca se ha observado a un hipopótamo pigmeo excavando, otros artiodáctilos, como los facóqueros, sí son excavadores.

### Dieta
Al igual que el hipopótamo común, el hipopótamo pigmeo emerge del agua al atardecer para alimentarse. Aprovecha los senderos abiertos por otros animales para desplazarse a través de la densa vegetación de los bosques. Marca el rastro meneando la cola mientras defeca para esparcir así su estiércol. El hipopótamo pigmeo invierte unas seis horas al día en busca de alimento.
Aunque son herbívoros, no se alimentan significativamente de vegetación acuática y raramente comen hierba, ya que esta escasea en los bosques densos donde viven. La mayor parte de su dieta se compone de helechos, plantas de hoja ancha y frutos caídos. La amplia variedad de plantas que se les ha visto consumir sugiere que son generalistas, consumiendo cualquier planta disponible. Esta dieta es de mayor calidad que la del hipopótamo común.

### Reproducción

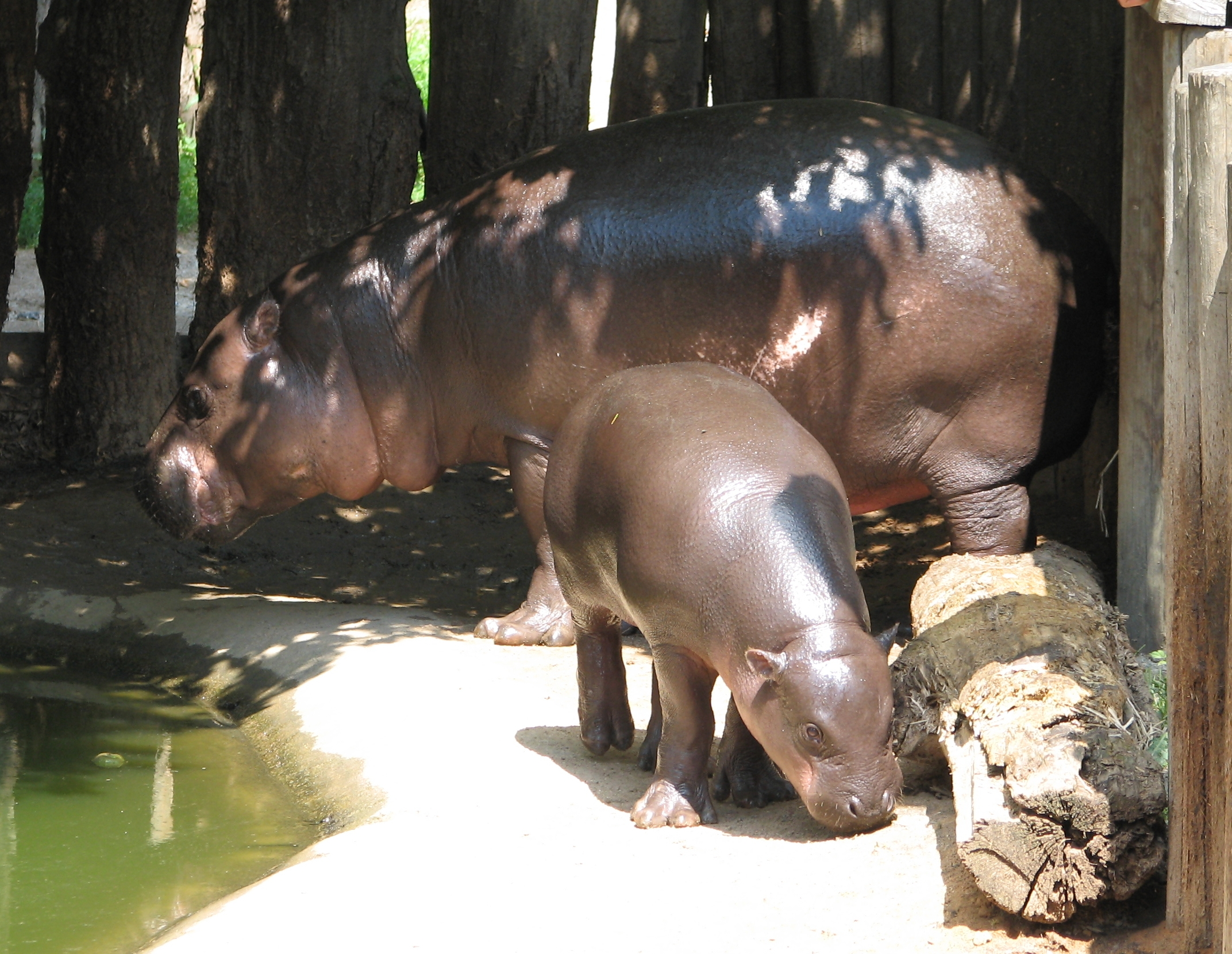
Una cría de hipopótamo pigmeo permanece cerca de su madre en un zoo de Jihlava (República Checa).

Nunca se ha llevado a cabo un estudio del comportamiento reproductivo de este animal en estado salvaje. Las condiciones artificiales en cautividad hacen suponer que el comportamiento observado de los hipopótamos pigmeos difiera de aquel en condiciones naturales. Alcanza la madurez sexual entre los tres y los cinco años de edad. La edad más temprana para parir conocida fue de tres años y tres meses en una hembra del Zoo de Basilea (Suiza). El ciclo estral de una hembra dura una media de 35,5 días y el estro en sí dura entre 24 y 48 horas.
Los hipopótamos pigmeos se juntan para aparearse, pero la duración de la relación es desconocida; en los zoos, forman parejas monógamas. La cópula puede tener lugar tanto en tierra como en el agua y cada pareja copula entre una y cuatro veces durante un periodo estral. En cautividad se han concebido y dado a luz hipopótamos pigmeos en todos los meses del año. El periodo de gestación dura entre 190 y 210 días y habitualmente nace una sola cría, aunque se han conocido casos de partos de mellizos.
El hipopótamo común sólo copula y da a luz dentro del agua, pero los hipopótamos pigmeos copulan y dan a luz tanto en tierra como en el agua. Nacen con un peso de entre 4,5 y 6,2 kg, pesando los machos unos 250 gramos más que las hembras. Las crías pueden nadar casi apenas nacen. Durante la lactancia la cría no acompaña a la madre cuando abandona el agua para buscar comida, sino que permanece sola escondida dentro del agua. La madre vuelve al escondite unas tres veces al día y la llama para que acuda a mamar con la madre recostada sobre un lado. El destete completo llega entre los seis y ocho meses de edad. Desde 1919, el 41% de los hipopótamos pigmeos nacidos en zoos han sido machos, por lo que el sex-ratio se encuentra en el 0,7, es decir, hay 0,7 machos por cada hembra.

## Taxonomía y orígenes

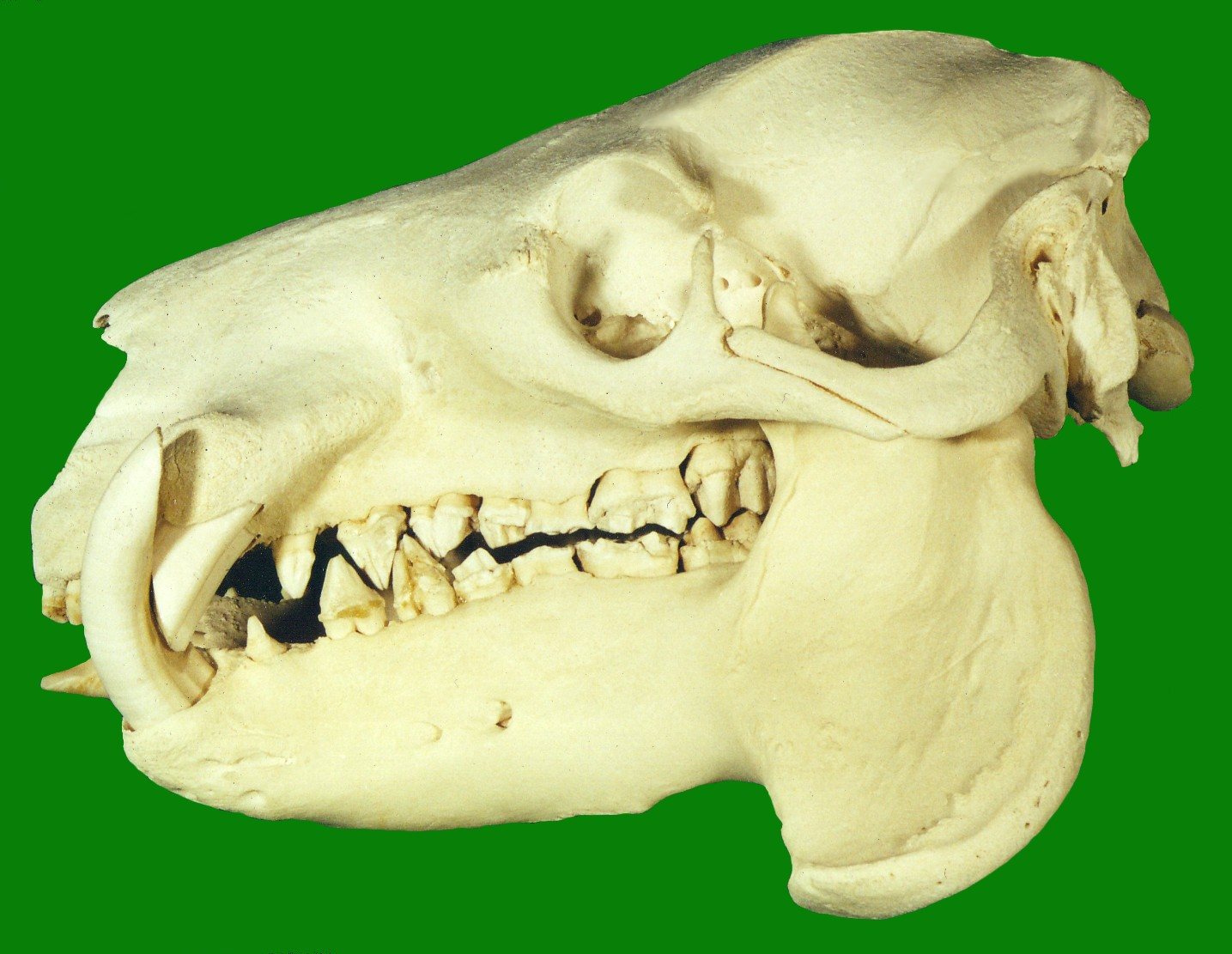
Cráneo de un hipopótamo pigmeo.

El hipopótamo pigmeo es un miembro de la familia Hippopotamidae, género Choeropsis, cuya etimología significa «similar a un cerdo». Hasta el año 2005, estuvo incluido en el género Hexaprotodon —que significa «seis dientes frontales»— por lo que Hexaprotodon liberiensis ha quedado como sinónimo del nombre válido.
Una especie "hermana" del hipopótamo pigmeo podría haber sido el hipopótamo pigmeo malgache (Choeropsis madagascariensis), poco conocido, que es, junto con Hippopotamus lemerlei e H. laloumena, una de las tres especies de la familia Hipopotamidae de Madagascar extinguidas en tiempos históricos —se cree que en los últimos 500 años—. C. madagascariensis tenía la misma medida que C. liberiensis y compartía su comportamiento terrestre; habitaba las tierras altas del bosque malgache en lugar de los ríos abiertos.
La taxonomía del género del hipopótamo pigmeo ha cambiado a medida que se ha ido desarrollando el conocimiento de este animal. Samuel George Morton lo clasificó originalmente como Hippopotamus minor, pero más tarde determinó que era lo suficientemente diferente como para justificar un género propio y lo clasificó como Choeropsis. En 1977, Coryndon sugirió que estaba estrechamente emparentado con los Hexaprotodon, un género que incluía a los hipopótamos prehistóricos, nativos de Asia. Esta asignación fue ampliamente aceptada hasta que en 2005 Boisserie demostró, tras un minucioso análisis de la filogenia de los hipopotámidos, que no era un miembro de Hexaprodoton sino un género diferente y devolvió al animal al género Choeropsis. Como sea, el hipopótamo pigmeo es el único representante vivo de su género.

### Subespecies
Existen dos subespecies de hipopótamo pigmeo: C. l. liberiensis y C. l. heslopi. La primera es la nominal, es decir, la que da nombre a la especie y está distribuida por Liberia, Costa de Marfil, Guinea y Sierra Leona; probablemente sea la única actualmente viva. La segunda es una subespecie nigeriana, muy probablemente extinta, que habitaba en el delta del Níger, especialmente cerca de Port Harcourt (Nigeria), y separada más de 1800 km y por el corredor Togo-Dahomey, una región de desierto que divide las regiones boscosas del oeste de África.
No hay ningún registro fidedigno desde la colección obtenida por I. R. P. Heslop, un oficial británico colonial de principios de los años 1940, a quien fue dedicado el nombre subespecífico. Heslop, en 1945, afirmó haber disparado a un hipopótamo pigmeo en la región del delta del Níger, estimando en no más de treinta individuos la población de esa región, y haber recolectado diversos cráneos que envió al Museo de Historia Natural de Londres. Estos especímenes no fueron evaluados taxonómicamente hasta 1969, cuando G. B. Corbet los clasificó como pertenecientes a una subespecie distinta basándose en variaciones de las proporciones craneales.
Los estudios sobre esta subespecie siempre se basaron en ejemplares muertos, ya que nunca fue estudiada en estado salvaje ni capturada viva. Los avistamientos fueron realizados en los estados nigerianos de Rivers, Imo y Bayelsa. Los habitantes del delta del Níger aún hablaban en 1993 de este animal, por lo que su extinción se debió producir a finales del siglo XX, pero su historia en la región está pobremente documentada.

### Evolución

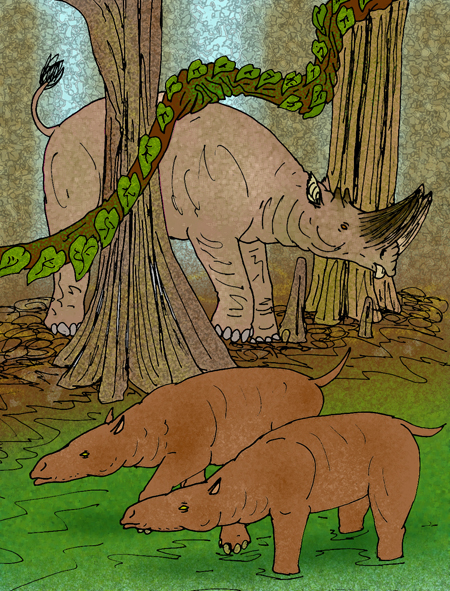
Arsinoitherium (arriba) y Bothriogenys fraasi (abajo). Los antracotéridos como Bothriogenys se parecían a los hipopótamos pigmeos y se encuentran entre sus posibles antepasados.

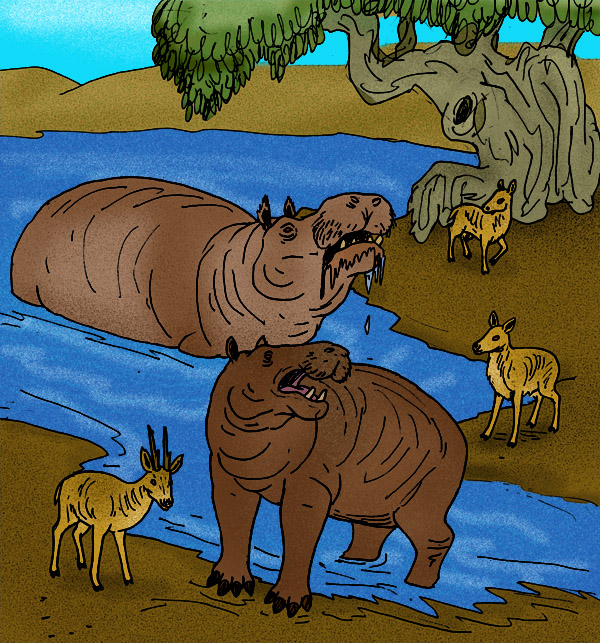
El hipopótamo enano de Creta (Hippopotamus creutzburgi) tenía un tamaño parecido al del hipopótamo pigmeo, pero era más próximo al hipopótamo común.

La evolución del hipopótamo pigmeo se estudia frecuentemente dentro del contexto de la del hipopótamo común. Durante mucho tiempo se creyó que ambas especies tenían como parientes más próximos los suidos (cerdos y afines) o los tayasúidos (pecaríes), pero la investigación a lo largo de los últimos diez años ha determinado que los hipopótamos tienen como parientes más próximos a los cetáceos (ballenas y delfines). Los hipopótamos y los cetáceos compartieron un antepasado común semiacuático que divergió de los otros artiodáctilos hace aproximadamente 60 millones de años. Probablemente, este hipotético antepasado se separó en dos ramas aproximadamente seis millones de años más tarde. Una rama evolucionaría hacia los cetáceos, mientras que la otra lo hizo hacia los antracotéridos, una gran familia de bestias cuadrúpedas, cuyos primeros miembros, del Eoceno superior, habrían tenido el aspecto de hipopótamos de proporciones menos anchas con una cabeza relativamente pequeña y delgada.
Los hipopotámidos tienen unas profundas raíces dentro de la familia de los antracotéridos. El hipopotámido más antiguo conocido es del género Kenyapotamus, que vivió en África entre hace 8 y 16 millones de años. Kenyapotamus sólo es conocido a partir de fósiles fragmentarios, pero tenía una medida similar a la de C. liberiensis. Se cree que los hipopotámidos evolucionaron en África y, aunque en el pasado las especies llegaron a Asia y Europa, no se ha descubierto ningún hipopótamo en América. A partir de entre hace 7,5 y 1,8 millones de años, Archaeopotamus, el probable antepasado de los géneros Hippopotamus y Hexaprotodon, vivió en África y Oriente Próximo.
Mientras que el registro fósil de los hipopótamos todavía no está comprendido del todo, los linajes de los dos géneros modernos, Hippopotamus y Choeropsis, podrían haber divergido hace ocho millones de años, pudiendo haber sido el género Saotherium la forma ancestral. Este género y Choeropsis son significativamente más basales que Hippopotamus y Hexaprotodon, es decir, son más parecidos a las especies ancestrales de hipopótamos.

### Hipopótamos enanos y pigmeos extinguidos
Diversas especies de hipopotámidos pequeños se extinguieron también en el Mediterráneo durante el Pleistoceno tardío o el Holoceno temprano. Aunque a veces se las conoce como «hipopótamos pigmeos», se cree que estas especies no tienen una relación próxima con C. liberiensis. Entre ellas, el hipopótamo enano de Creta (Hippopotamus creutzburgi), el hipopótamo de Sicilia (Hippopotamus pentlandi), el hipopótamo de Malta (Hippopotamus melitensis), el hipopótamo enano de Chipre (Hippopotamus minor) y el hipopótamo de Madagascar (Hippopotamus lemerlei).
Estas especies, a pesar de ser de un tamaño comparable al del hipopótamo pigmeo, son consideradas especies enanas y no pigmeas. Probablemente descendían de una especie de medida normal de hipopótamo europeo (Hippopotamus antiquus) y alcanzaron su reducido tamaño a través del proceso evolutivo de enanismo insular.

## Conservación

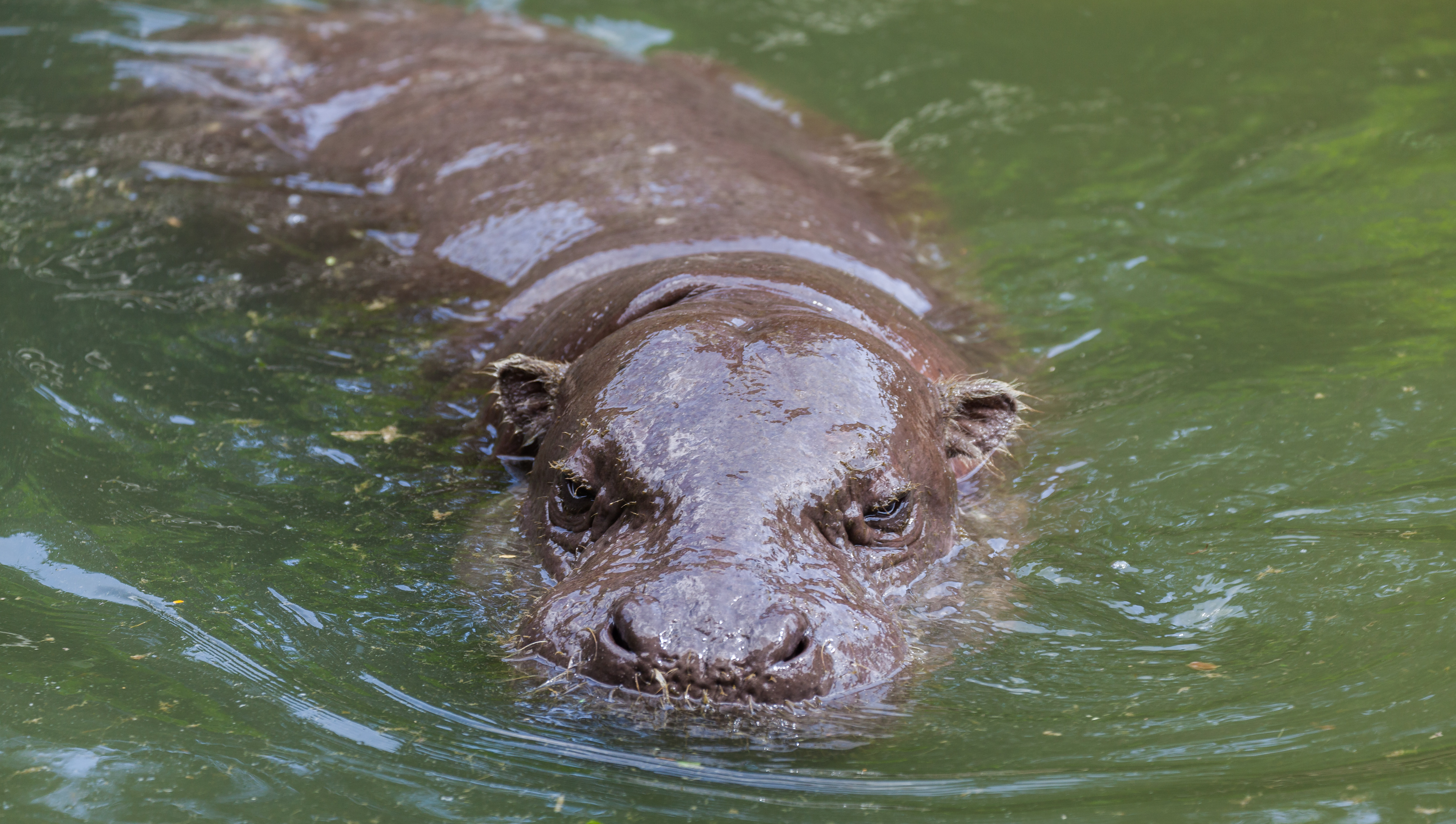
Ejemplar de hipopótamo pigmeo nadando.

La amenaza más importante para la población restante del hipopótamo pigmeo es la destrucción de su hábitat. Los bosques donde viven los hipopótamos pigmeos llevan muchos años sujetos a la tala de árboles, los asentamientos y la conversión de su entorno en campos agrícolas, con pocos esfuerzos para hacer que la tala sea sostenible. A medida que los bosques disminuyen, las poblaciones se vuelven más fragmentadas, llevando a una menor diversidad genética en el conjunto de la población.
Debido a su estilo de vida solitario, no son un objetivo de la caza de subsistencia, aunque los cazadores rurales los cazan de manera oportunista; parece que su carne es de una calidad excelente, como la de un jabalí. Los dientes del hipopótamo pigmeo carecen de valor, a diferencia de los del hipopótamo común. Se desconocen los efectos exactos de los conflictos civiles del África Occidental, pero es muy probable que sea otra gran amenaza para la especie. Los hipopótamos comunes adultos no tienen depredadores naturales, pero los pigmeos pueden ser presa de leopardos, pitones y cocodrilos, aunque se desconoce qué incidencia puede tener en las poblaciones.
En 2007, C. liberiensis fue identificado como una de las diez primeras «especies objetivo» del proyecto Evolutionarily Distinct and Globally Endangered Species —EDGE Species— («Especies evolutivamente especiales y globalmente amenazadas». Las siglas «EDGE» en inglés significan «borde, filo, límite»). Este proyecto identifica especies que son evolutivamente distintas y que están muy amenazadas y, por tanto, necesitan una mayor protección para evitar su extinción. El hipopótamo pigmeo fue incluido en esa lista junto con el zagloso de Sir David, el solenodonte de La Española, el camello bactriano, el baiji, el loris esbelto, la hirola, la musaraña elefante de trompa dorada, el murciélago moscardón y el jerbo de orejas largas.
El Zoo de Basilea tiene el registro de linajes internacional y coordina todas las poblaciones de hipopótamos pigmeos en cautividad, que se reproducen en zoológicos de todo el mundo. Entre 1970 y 1991 la población de hipopótamos pigmeos nacidos en cautividad se duplicó. La supervivencia de la especie en los zoos parece más probable que en estado salvaje. La esperanza de vida en cautividad —entre 42 y 55 años— es superior que en libertad.

## Historia y folclore

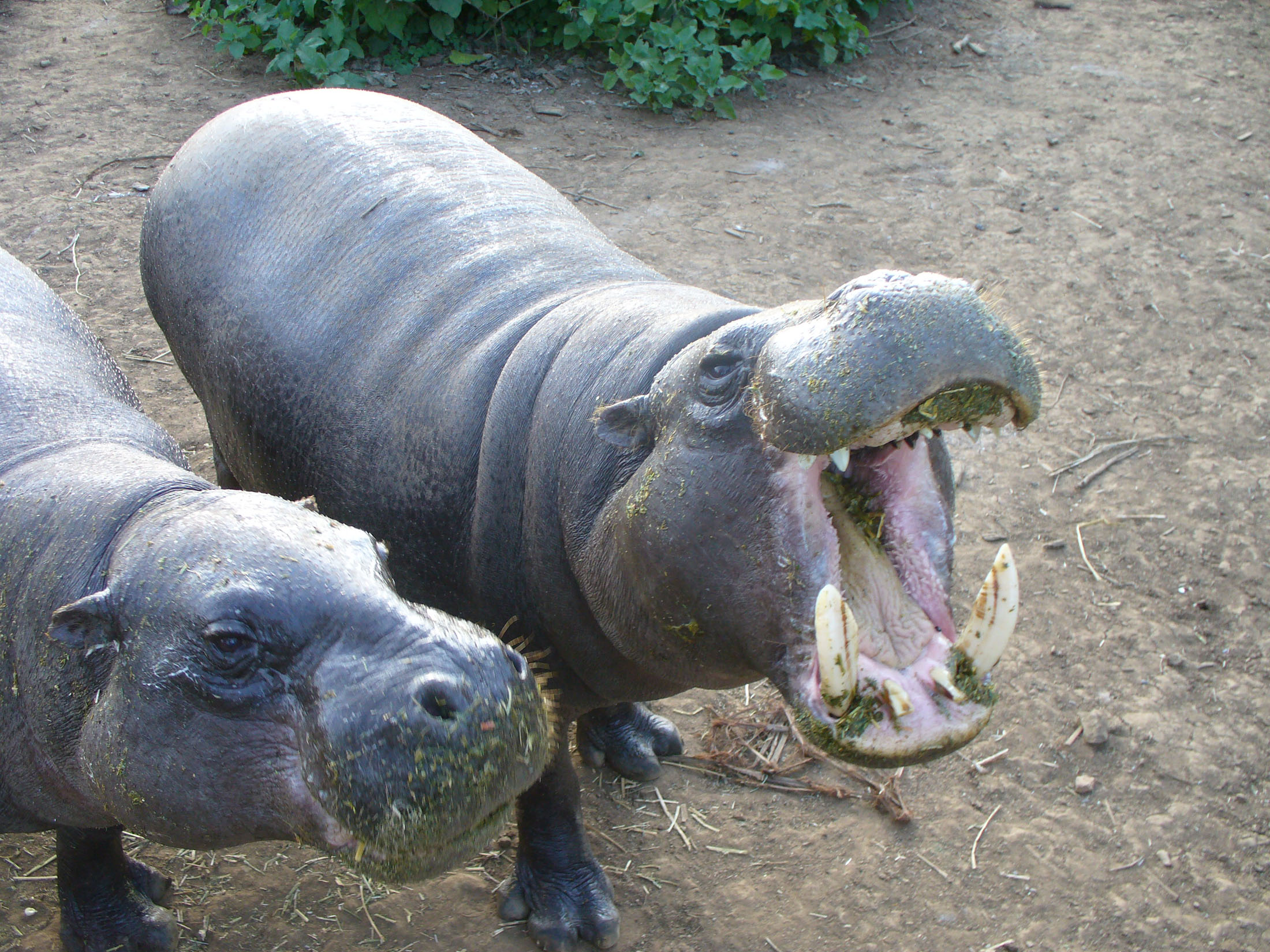
Dos hipopótamos pigmeos esperan a que los visitantes les den caña de azúcar en la Zona de Conservación de la Fauna y Flora del Monte Kenia.

Mientras que el hipopótamo común ya era conocido por los europeos desde la Antigüedad clásica, el hipopótamo pigmeo fue un ser desconocido fuera de su territorio hasta el siglo XIX. Debido a sus hábitos nocturnos, huidizos y nemorosos tampoco era muy conocido entre los habitantes de su entorno. En Liberia, el animal era tradicionalmente llamado «vaca de agua».
Los primeros informes de campo sobre el animal lo identificaron erróneamente como un jabalí. Se enviaron diversos cráneos de la especie al científico estadounidense Samuel George Morton cuando residía en Monrovia (Liberia). El primer espécimen completo se recogió como parte de una investigación detallada de la fauna de Liberia hecha en las décadas de 1870 y de 1880 por el Dr. Johann Büttikofer. Los especímenes se llevaron al Museo de Historia Natural de Leiden (Países Bajos).
En 1873 se llevó el primer hipopótamo pigmeo a Europa, después de ser capturado en Sierra Leona por un miembro del Servicio Colonial Británico, pero murió poco después de llegar. A partir de 1911 fueron introducidos con éxito en los zoos europeos y americanos, primero llegaron a Alemania y después al Zoo del Bronx, en Nueva York.
En 1927, Harvey Firestone, dueño de la compañía de neumáticos Firestone, regaló un hipopótamo pigmeo llamado Billy al presidente estadounidense Calvin Coolidge. Coolidge donó a Billy al Smithsonian National Zoological Park. Según el zoo, Billy es el antepasado común de la mayoría de hipopótamos pigmeos de los zoos estadounidenses actuales.
Se conocen diversos cuentos populares sobre el hipopótamo pigmeo. Uno de ellos dice que los hipopótamos pigmeos llevan un diamante reluciente en la boca para ayudarlos a moverse por los densos bosques de noche; de día lo guardan en un escondite, así un cazador puede conseguir el diamante si caza al hipopótamo durante la noche. Los indígenas creían que los hipopótamos pigmeos bebés no mamaban, sino que lamían secreciones de la piel de la madre.
Moo Deng es un hipopótamo pigmeo que vive en el zoológico abierto de Khao Kheow, en Tailandia, que ganó notoriedad en septiembre de 2024 como un meme popular de Internet después de que imágenes de ella se volvieran virales en línea. Debido a la popularidad del hipopótamo, cuyo nombre se traduce como "cerdo saltarín", el zoológico registró una mayor asistencia durante el fin de semana pasado. Se ha informado que algunos visitantes del zoológico están arrojando agua y otros objetos a la cría de hipopótamo para que reaccione.